# 吴房街道
吴房街道是中华人民共和国河南省驻马店市遂平县下辖的一个街道办事处。

## 行政区划
吴房街道下辖以下村级行政区划单位：
八里铺村、潘庄村、党庄社区、施庄社区和马庄村。